# Блайберґ
Блайберґ (нім. Bleiberg) — свинцево-цинкове родовище в Австрії (область Каринтія), поблизу міста Філлах. Відоме з 1333 року. Інтенсивна розробка — з 1778 року.

## Характеристика
Родовище розташоване в ґрабені шириною близько 600 м, виконаному вапняками і доломітами середнього і верххнього тріасу.
Склад руд: ґаленіт, сфалерит, пірит, марказит, кальцит, брейнерит, кварц, барит і ангідрит; іноді присутні целестин, стронціаніт і вульфеніт. Загальні запаси металів по Блайберґу: 160 тис. т свинцю, 200 тис. т цинку при вмісті в руді 1%-10% свинцю і 1,5%-4% цинку.

## Технологія розробки
Розробляється підземним способом. Збагачення — у важких суспензіях і флотацією.